# رفسنجان
رفسنجان هي مدينة تقع في محافظة كرمان في ایران.
يبلغ عدد سكانها 136,388 حسب احصاء عام 2006 م.

## أعلام
- محمد حسيني
- مهدي طباطبائي
- مارك أمين
- علي سامره
- علي علي زاده